# Planicoxa
Planicoxa is een geslacht van plantenetende ornithischische dinosauriërs, behorend tot de Euornithopoda, dat tijdens het vroege Krijt leefde in het gebied van het huidige Noord-Amerika.

## Vondst en naamgeving
In het voorjaar van 1998 vond Tony DiCroce met een team vrijwilligers in Grand County, Utah, in het ravijnsysteem van de Colorado, ten noorden van Moab in Tony's Bonebed resten van euornithopoden.
In 2001 benoemden en beschreven DiCroce en Kenneth Carpenter de typesoort Planicoxa venenica. De geslachtsnaam is afgeleid van het Latijn planus, "plat" en coxa, "heup", een verwijzing naar het platte achterblad van het darmbeen in het bekken. De soortaanduiding was bedoeld om een bijvoeglijk naamwoord te maken van het Latijnse venenum, "vergif", als verwijzing naar de herkomst uit de geologische afzetting van de Poison Strip Sandstone Member. Dit is een nieuwvorming: een adjectief "venenicus" bestond in Latijn noch Neolatijn.
Het holotype, DMNH 42504, is gevonden in een afzetting van de Cedar Mountain Formation die dateert uit het Barremien, ruim 125 miljoen jaar oud. Het bestaat uit een linkerdarmbeen. Als paratypen zijn aangewezen de specimina DMNH 42511: een wervelboog van een halswervel; DMNH 43516, DMNH 42518-42522 en DMNH 42524: wervelbogen van ruggenwervels;
DMNH 42513, DMNH 42515 en DMNH 42525: wervellichamen van ruggenwervels; DMNH 42523, DMNH 42526 en DMNH 42527: ribben; DMNH 42510: een wervel van het heiligbeen; DMNH 42514 en DMNH 42517: wervellichamen van staartwervels; DMNN 42508: de bovenkant van een linkeropperarmbeen; DMNH 42507: een linkerellepijp; DMNH 42505: een linkerdijbeen; DMNH 40917: een rechterdijbeen; DMNH 40914 en DMNH40918: rechterscheenbeenderen; DMNH 42506: de onderkant van een linkerscheenbeen; DMNH 42509: een tweede linkermiddenvoetsbeen; en DMNH 42512: een teenkootje. Deze botten, waarvan een aantal beschadigd is door erosie, vertegenwoordigen minstens twee individuen. Het gaat over het algemeen om jonge exemplaren. Ze maken deel uit van de collectie van het Denver Museum of Natural History.
In 2007 stelden James Kirkland en James Madsen dat Cedrorestes Gilpin, DiCroce & Carpenter 2007 een jonger synoniem was van Planicoxa en dat het opvallende platte achterblad van het darmbeen van die laatste het gevolg was van een vervorming van het fossiel. Dit werd door Carpenter in 2008 verworpen, mede op grond het grote geologische tijdsverschil tussen beide vormen.
In 2008 hernoemden Carpenter en Yvonne Wilson Camptosaurus depressus Gilmore 1909 in een tweede soort van Planicoxa: Planicoxa depressa. In 2011 werd dit echter het aparte geslacht Osmakasaurus.

## Beschrijving

### Grootte en onderscheidende kenmerken
De gevonden jonge dieren hebben een geschatte lichaamslengte van vier à vijf meter wat wijst op een gewicht van een kwart ton. Een van de gevonden dijbeenderen heeft een lengte van 481 millimeter. De volwassen grootte is onduidelijk en hangt af van de fylogenetische plaatsing.
In 2001 werden drie onderscheidende kenmerken aangegeven. De staartwervels hebben op de onderzijde gepaarde richels die de voorste en achterste chevronfacetten verbinden. De kop van het opperarmbeen loopt door tot over de voorzijde. Het achterblad van het darmbeen is kort en horizontaal gericht. Problematisch hierbij is dat geen van deze kenmerken betrekking heeft op het holotype.
Het holotype verschilt van het darmbeen van Osmakasaurus door het langere, robuustere en bollere voorblad.

### Skelet
De halswervels tonen de voor basale Iguanodontia typische reductie van de doornuitsteeksels tot lage ruwe richels voor peesaanhechting.
De ruggenwervels hebben amfiplatte ronde gewrichtsfacetten, een mogelijk juveniel kenmerk. Ze zijn langer dan hoog en licht ingesnoerd alsmede gekield. Voor onderaan hebben ze een hyposfeen; ook het achterfacet is onderaan verruwd. De voorste gewrichtsuitsteeksels zijn kort en afgerond. Hun doornuitsteeksels zijn kort en breed. De staartwervels zijn amficoel met ovale facetten zonder horizontale richels erop.
Het opperarmbeen heeft een lage deltopectorale kam. De ellepijp is recht en slank. Dat kunnen weer juveniele kenmerken zijn.
Het darmbeen heeft een geleidelijk buigend bol bovenprofiel. Er is een antitrochanter boven het heupgewricht. DiCroce speculeerde dat het vreemd rechte achterblad ook als een antitrochanter functioneerde en meer diende voor de aanhechting van verschillende takken van spieren die naar het dijbeen liepen dan voor staartspieren zoals meestal wordt aangenomen. Het voorblad is lang en slank, de helft van de lengte van het darmbeen beslaand. Het buigt geleidelijk naar beneden. Het wijkt iets naar bezijden om de buikholte te ondersteunen maar de voorste punt draait weer naar voren. Het aanhangsel voor het schaambeen is lang en dun in zijaanzicht en overdwars breed in vooraanzicht. In doorsnede is het aanhangsel driehoekig waarbij de voorzijde de aanhechting levert voor de Musculus iliofemoralis internus, de spier naar het dijbeen. Het aanhangsel voor het zitbeen is fors. Beide aanhangsels samen begrenzen een hoog heupgewricht.
Het dijbeen is vrij sterk gebogen, zoals vaak bij jonge of althans kleine dieren. De trochanter major is breed en waaiervormig, van de duidelijk kortere en dieper naar binnen gelegen trochanter minor ervoor gescheiden door een nauwe kloof. Op de achterzijde is een vierde trochanter aanwezig in de vorm van een zeer lange diepe groeve, een kwart van de schachtlengte beslaand. De rechte scheenbeenderen hebben sterk verbrede uiteinden. De buitenste achterste lob van het bovenvalk is opvallend groot. De voorste crista cnemialis is echter erg dun. Het ondervlak maakt een rechte hoek met de schacht, in plaats van naar binnen gedraaid te zijn. Het bewaarde middenvoetsbeen en teenkootje hebben geen speciale bouw.

## Fylogenie
Planicoxa venenica werd in 2001 in de Iguanodontidae geplaatst. Latere studies wezen op een positie in de Dryosauridae.